# Liste der Monuments historiques in Esquelbecq
Die Liste der Monuments historiques in Esquelbecq führt die Monuments historiques in der französischen Gemeinde Esquelbecq auf.

## Liste der Bauwerke
| Bezeichnung                       | Beschreibung                  | Standort                 | Kennzeichnung | Schutzstatus | Datum | Bild           |
| --------------------------------- | ----------------------------- | ------------------------ | ------------- | ------------ | ----- | -------------- |
| Schloss                           | Erbaut ab dem 15. Jahrhundert | (Lage)                   | PA00107517    | Classé       | 1987  | weitere Bilder |
| Kirche St-Folquin                 | Erbaut im 16. Jahrhundert     | (Lage)                   | PA00107518    | Inscrit      | 1945  | weitere Bilder |
| Maison du chevalier de Guernonval | Erbaut im 18. Jahrhundert     | 3, rue de Bergues (Lage) | PA00107519    | Inscrit      | 1988  | weitere Bilder |

## Liste der Objekte

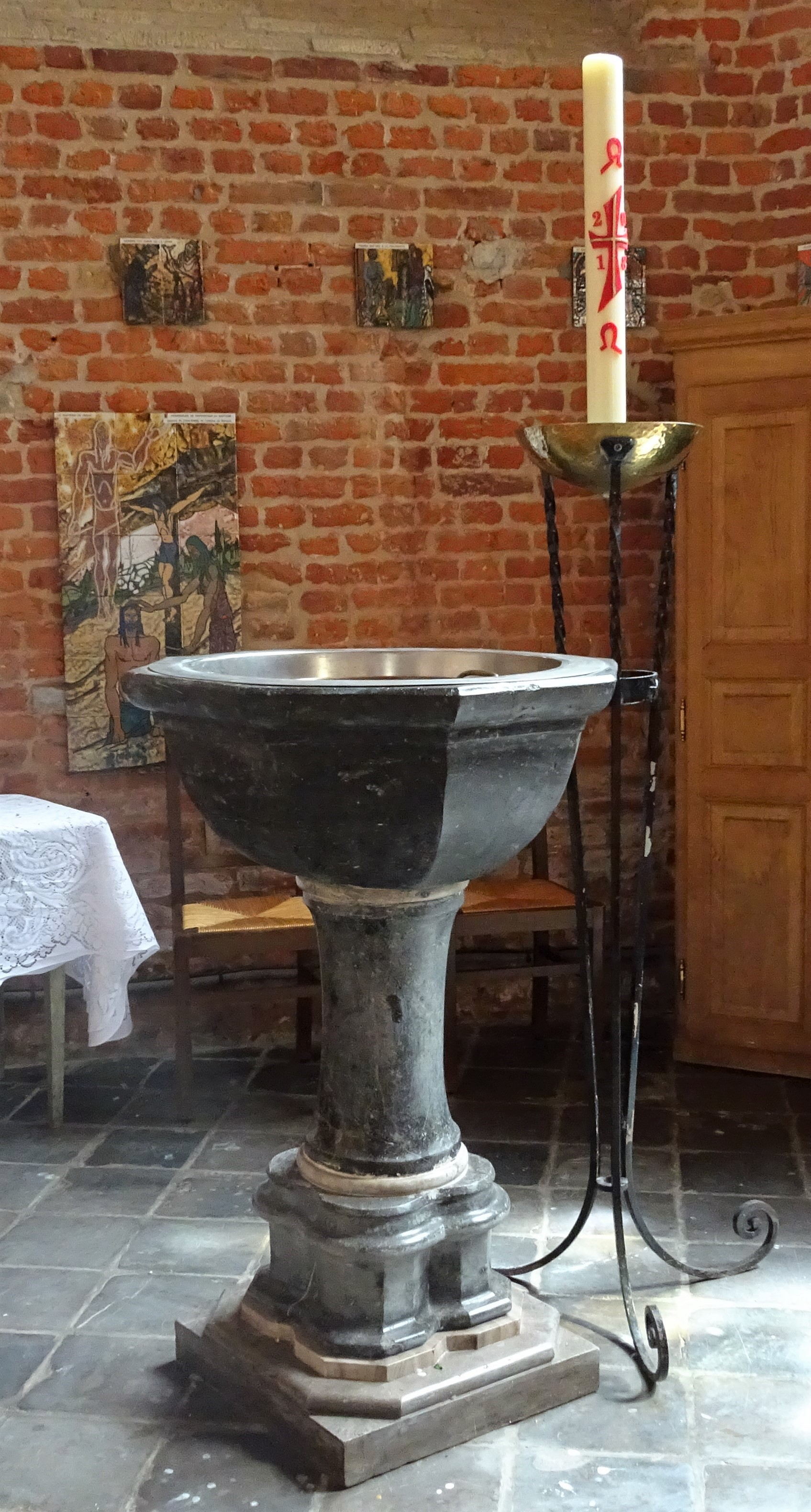
Taufbecken aus dem 17. Jahrhundert in der Kirche St-Folquin

- Monuments historiques (Objekte) in Esquelbecq in der Base Palissy des französischen Kultusministeriums